# Torquigener flavimaculosus
Torquigener flavimaculosus е вид лъчеперка от семейство Tetraodontidae. Видът не е застрашен от изчезване.

## Разпространение и местообитание
Разпространен е в Джибути, Еритрея, Катар, Кения, Кувейт, Мадагаскар, Мозамбик, Обединени арабски емирства, Оман, Саудитска Арабия, Сейшели, Сомалия, Судан и Танзания. Внесен е в Египет, Израел и Йордания.
Обитава океани, морета, заливи и рифове. Среща се на дълбочина от 3 до 57 m, при температура на водата около 25,2 °C и соленост 35,2 ‰.

## Описание
На дължина достигат до 16 cm.